# Alliance pour les femmes arabes
 (juin 2012).
Si vous disposez d'ouvrages ou d'articles de référence ou si vous connaissez des sites web de qualité traitant du thème abordé ici, merci de compléter l'article en donnant les références utiles à sa vérifiabilité et en les liant à la section « Notes et références ».
L’Alliance pour les femmes arabes (Alliance for Arab Women) est une organisation non gouvernementale égyptienne.
L’Alliance travaille comme une organisation parapluie pour un réseau d'ONG et coopère avec d'autres organisations égyptiennes et arabes pour donner aux femmes la sécurité humaine. L’organisation influence les politiques et les législations, et fournit des services et programmes dans le cadre de travail des droits de l'homme,. 
L’Alliance a un statut consultatif auprès du Conseil économique et social des Nations unies (ECOSOC) depuis 1996. Il a été sélectionné en tant que coordinateur des ONG arabes pour préparer et participer à la 4e Conférence internationale sur les femmes tenue à Pékin en 1995 et de remettre la déclaration arabe des ONG à l'Assemblée générale des Nations unies en 2000.
L’Alliance a son secrétariat au Caire et des branches dans les gouvernorats du nord et du sud.